# Здание Министерства обороны Великобритании
Главное здание Министерства обороны Великобритании (англ. MOD Whitehall или первоначально англ. Whitehall Gardens Building) — правительственное офисное здание, внесённое в список памятников архитектуры I степени, расположенное на улице Уайтхолл в Лондоне. Здание было построено по проекту архитектора Винсента Харриса, подготовленного ещё в 1915 году, строительство велось в период с 1939 по 1959 годы на территории дворца Уайтхолл, а именно на территории Пелхэм-хауса, Кромвеля-хауса, Монтегю-хауса, Пембрук-хауса и части садов Уайтхолла. Первоначально здание занимали Министерство авиации и Министерство торговли, а в 1964 году оно стал главным офисом Министерства обороны.
К 1990-м годам здание было признано непригодным для использования, а его содержание было неоправданно дорогим. Поэтому в период с 2000 по 2004 год был проведен капитальный ремонт на основе контракта на государственно-частное партнёрство.

## Расположение
Здание занимает территорию площадью в три гектара и расположено на улице Уайтхолл в Вестминстере, в центре Лондона. Уайтхолл окружен многочисленными правительственными ведомствами и офисами и находится недалеко от здания парламента. Неподалёку на улице находится также здание Старого военного ведомства, преобразованный в многофункциональный комплекс, включающий отель, рестораны и апартаменты. Здание отделено от набережной Виктории и реки Темзы на востоке общественными садами, известными как сады Уайтхолла. .
Здание расположено на территории заповедника Уайтхолл и было признано городским советом Вестминстера знаковым зданием в ходе аудита 2003 года.
Здание расположено на месте дворца Уайтхолл, который был главной резиденцией английских монархов в Лондоне с 1530 по 1698 год, когда большая часть его построек была уничтожена пожаром. Несмотря на некоторую реконструкцию, финансовые ограничения помешали крупномасштабной реконструкции. Во второй половине XVIII века большая часть территории была сдана в аренду под строительство городских домов. К началу 19 века некоторые георгианские таунхаусы были заняты под правительственные учреждения.
В 1909 году было принято решение построить новое важное правительственное здание на территории Уайтхолл-Гарденс, в первую очередь для использования Министерством торговли . Архитектор Э. Винсент Харрис в 1915 году выиграл национальный конкурс на проектирование здания. Выбранный участок было предложено распространить на сады Уайтхолла и территорию, прилегающую к набережной Виктории, однако это встретило активное противодействие. Из-за начала Первой мировой войны, а затем — наступишей послевоенной депрессии начало работ неоднократно откладывалось. Строительство здания началось в 1939 году, но было недолгим, поскольку работы в основном остановились вс началом Второй мировой войны. Работы возобновились после окончания военных действий.

### Открытие и эксплуатация
В 1951 году северное крыло здания было готов к размещению Министерства торговли. Министерство авиации заняло южную часть здания, когда оно было завершено в 1959 году.
Здание Уайтхолл Гарденс, как оно было известно на момент открытия, было последней крупной работой Харриса и последним значительным правительственным зданием в неоклассическом стиле. Сентябрьский выпуск журнала Building за 1951 год высоко оценил новое здание; однако общественность окрестило его «Уайтхоллским монстром», а историк архитектуры Николаус Певснер описал, как «памятник усталости».
В 1964 году Адмиралтейство, Военное министерство и Министерство авиации Великобритании были объединены в современное Министерство обороны. Это вызвало потребность в едином офисе для размещения персонала, и здание Уайтхолл Гарденс было признано предпочтительным вариантом.
14 января 1970 года здание было внесено в списки Английского наследия и памятников архитектуры I степени как здание, представляющее исключительный интерес.

## Перепланировка

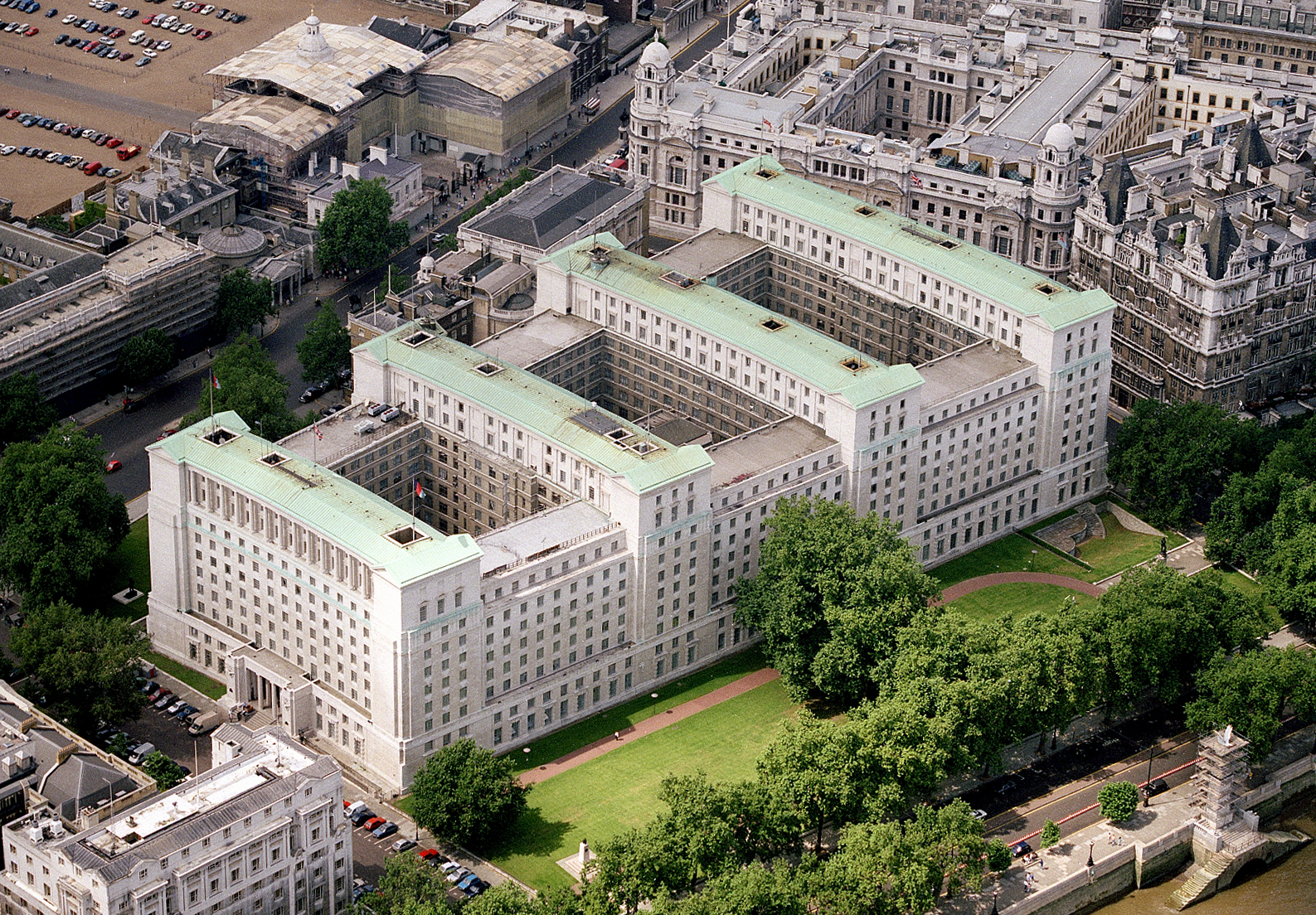
Вид сверху на комплекс зданий Министерства обороны

В начале 1990-х годов Министерство обороны признало, что состояние главного здания больше не соответствует требованиям современного бизнеса. Техническое обслуживание стало дорогим и неэффективным, а здание больше не отвечало современным стандартам безопасности. В то же время министерство обороны стремилось сократить количество сотрудников, располагавшихся в Лондоне, чтобы иметь возможность сэкономить за счет консолидации построенного имущества. Поэтому было принято решение реконструировать главное здание, и в мае 2000 года был заключен 30-летний контракт частной финансовой инициативы (PFI) на реконструкцию и текущее обслуживание и управление объектами здания. Контракт также включал ремонт, техническое обслуживание и эксплуатацию трех центральных офисов Министерства обороны Лондона (Нортумберленд-хаус, Метрополь-билдинг и Сент-Джайлс-Корт) для временного размещения сотрудников, выселенных из главного здания во время реконструкции. Капитальные затраты составили 531 миллион фунтов стерлингов.
В результате реконструкции существующая планировка была изменена на офисную планировку открытого пространства. Все механические и электрические службы были модернизированы вместе с коммуникационными сетями. Были созданы новые общественные пространства, включая библиотеку, ресторан, кафе, бизнес-зал и пресс-зал, а также детскую комнату. В здание были интегрированы новые комплексы охраны и безопасности, усиленные после террористических атак 11 сентября. Оригинальные исторические особенности здания, как дубовые двери и мраморный пол терраццо в Колонном зале, были сохранены и восстановлены во время реконструкции.
Вместимость здания была увеличена с 2800 до 3300 сотрудников. Это позволило Министерству обороны избавиться от пяти ранее занимаех офисов в центре Лондона: Нортумберленд-хаус, Метрополь-билдинг, Грейт-Скотланд-Ярд, Сент-Джайлс-Корт и Сент-Кристофер-хаус.
Здание было возвращено Министерству обороны в июле 2004 года, сотруднии министерства приступили к работе в новом офисе в сентябре 2004 года.

## Архитектурные особенности
Портик северного фасада на авеню Конной гвардии окружен двумя большими статуями «Земля и Вода» работы скульптора сэра Чарльза Уиллера. Подобные аллегорические фигуры, изображающие «Воздух и огонь», предполагалось установить у противоположного входа в здание; однако они так и не были заказаны. У сотрудников министерства торговли фигуры получили имена «мистера и миссис Паркинсон» в честь Сирила Норткота Паркинсона, их коллеги, автора знаменитых законов Паркинсона.
Эмблема Королевских ВВС высечена на каменных колоннах южного портика, как напоминание о том, что офис занимало Министерство авиации.
На территории здания или в непосредственной близости находится несколько памятников:
- Генерал-майору Хартума Гордона, находится в конце проспекта Конной гвардии в садах Уайтхолл. Статуя скульптора Амо Торникрофта, внесенная в список памятников архитектуры II степени, изготовлена из бронзы и установлена на каменном основании
- Маршалу Королевских ВВС Хью Тренчарду, 1-му виконту Тренчарду (1873—1956) бронзовая статуя установлена в 1961 году
- Мемориал Королевских ВВС, установлен в 1923 году, расположен на лестнице Уайтхолла на набережной Виктории[14]
- Мемориал авиации флота, был открыт 1 июня 2000 года Чарльзом, принцем Уэльским.

### Исторические помещения
Пять комнат из зданий, которые ранее находились на этом месте, были разобраны и включены в здание в качестве конференц-залов при первоначальной постройке здания. Известны как «Исторические комнаты»:
- Историческая комната № 13 датируется примерно 1757 годом и представляла собой приемную Пембрук-хауса[15]
- Историческая комната № 24 датируется 1757 годом и также была частью Пембрук-хауса[15]
- Историческая комната № 25 — это бывшая столовая Пембрук-хауса. Она датируется 1773 годом и была спроектирована сэром Уильямом Чемберсом и имеет сложный камин, спроектированный Уильямом Кентом[15]
- Историческая комната № 27 — это бывший салон Пембрук-хауса, построенный в 1760 году[15]
- Историческая комната № 79 раньше была частью Дома Кромвеля и датируется примерно 1722 годом[15].